# Nerf temporal profond
Ne doit pas être confondu avec Rameau temporal du nerf facial.
Les nerfs temporaux profonds, sont deux branches terminales du tronc terminal antérieur du nerf mandibulaire.

## Trajet
Les nerfs temporaux profonds sont généralement au nombre de deux : le nerf temporal profond antérieur et le nerf temporal profond postérieur. Ils se ramifient à partir de la division antérieure du nerf mandibulaire et suivent le bord supérieur du muscle ptérygoïdien latéral, puis suivent une trajectoire ascendante pour entrer dans la fosse temporale et pénétrer la surface profonde du muscle temporal.

### Variation
Parfois, il y a trois nerfs temporaux profonds qui se ramifient de la division antérieure du nerf mandibulaire. Dans ce cas, le nerf supplémentaire situé entre l'antérieur et le postérieur s'appelle le nerf temporal profond moyen.
Le nerf temporal profond antérieur est parfois une branche du nerf buccal.
Le nerf temporal profond postérieur est parfois une branche du nerf massétérique.

## Zone d'innervation
Les nerfs temporaux profonds assurent l'innervation motrice du temporal, qui est un muscle masticateur.
Les nerfs temporaux profonds ont également des branches articulaires qui apportent une contribution mineure à l'innervation de l'articulation temporo-mandibulaire.